# دامق إيليشو الثاني

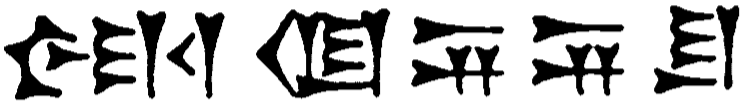
اسمه بالأكدي

دامق إيليشو (توفي عام ١٦٩٧ قبل الميلاد) كان ثالث ملك لسلالة سيلاند الأولى من عام ١٧٢٣ إلى عام ١٦٩٧ قبل الميلاد، سبقه الملك إيتي إيلي نيبي وخلفه إشكيبال. خلال فترة حكمه، دمّر أمي ديتانا مدينته دير. ففي آخر النقوش المتبقية لأمي ديتانا يخلد ذكرى "العام الذي دمر فيه سور مدينة دير/أودينيم الذي بناه جيش دامق إيليشو". هذا هو المؤشر المعاصر الوحيد الحالي لتهجئة اسمه، اسمه يثير الاهتمام بسبب التشابه مع اسم آخر ملوك ايسن. 